# Flugplatz Weiz/Unterfladnitz

i7
i11
i13
Der Flugplatz Weiz/Unterfladnitz (ICAO-Code: LOGW) ist ein privater Flugplatz in Unterfladnitz in der Gemeinde Sankt Ruprecht an der Raab im österreichischen Bundesland Steiermark. Er wird durch den ASKÖ Flugsportclub Weiz betrieben.

## Lage

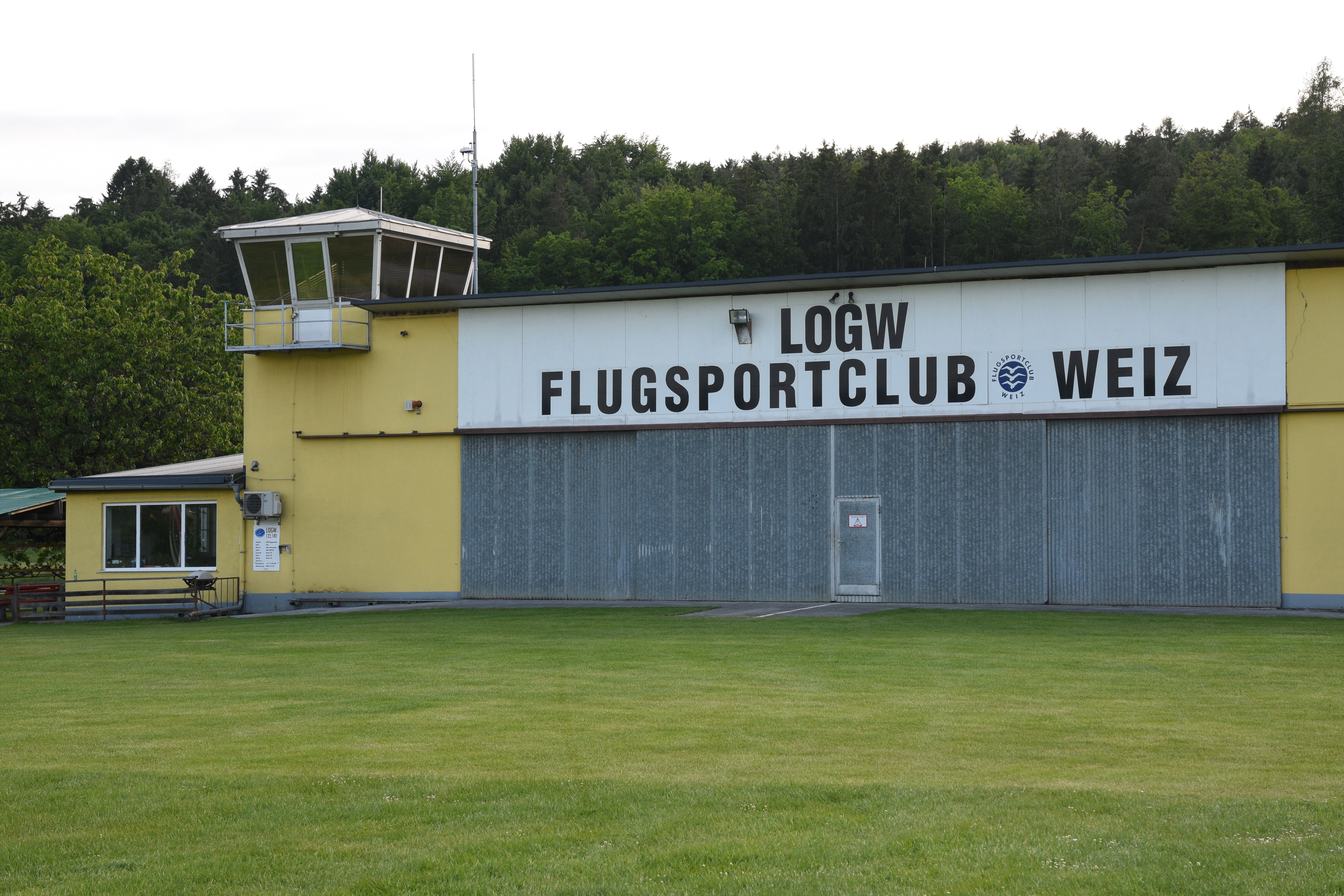
Flugplatz Weiz/Unterfladnitz

Der Flugplatz liegt etwa 6 km südöstlich des Zentrums der Gemeinde Weiz. Naturräumlich liegt der Flugplatz im Grazer Bergland.

## Flugbetrieb
Am Flugplatz Weiz/Unterfladnitz findet Flugbetrieb mit Segelflugzeugen, Motorseglern, Ultraleichtflugzeugen, Motorflugzeugen und Hubschraubern statt. Der Flugplatz verfügt über eine 440 m lange Start- und Landebahn aus Gras. Segelflugzeuge starten per Flugzeugschlepp. Nicht am Platz stationierte Flugzeuge benötigen eine Genehmigung des Platzhalters (PPR), um in Weiz/Unterfladnitz landen zu können. Der Flugplatz verfügt über eine Tankstelle für AvGas und MoGas.